# Burn (canción de Nine Inch Nails)
«Burn» es un sencillo promocional de Nine Inch Nails que forma parte de la banda sonora de la película Natural Born Killers. Por tratarse de un sencillo editado solamente para promoción, no le ha sido asignado un número de "halo" como a casi todos los sencillos y álbumes de la banda. Fue incluido como bonus track en la edición conmemorativa del décimo aniversario del álbum The Downward Spiral y tiene su propio vídeo dirigido por Hank Corwin y Trent Reznor. El DVD Beside You In Time incluye una versión en vivo de la canción.

## Listado de temas
1. «Burn» – 4:58